# Epistenoterys
Epistenoterys is een geslacht van vliesvleugeligen uit de familie Encyrtidae. De wetenschappelijke naam van dit geslacht is voor het eerst geldig gepubliceerd in 1915 door Girault.

## Soorten
Het geslacht Epistenoterys omvat de volgende soorten:
- Epistenoterys marmoratipes Girault, 1915
- Epistenoterys mellea (Girault, 1940)